# 鵜沢憲

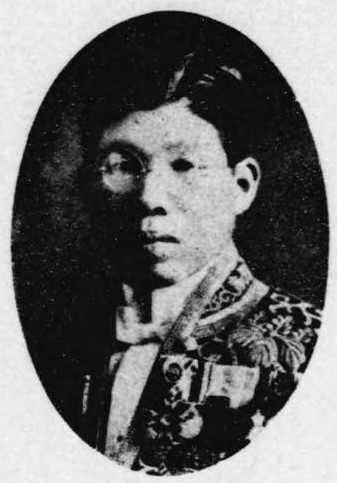
鵜沢憲

鵜沢 憲（うざわ けん、1886年（明治19年）3月1日 - 没年不詳）は、日本の内務官僚。官選県知事。

## 経歴
千葉県出身。鵜沢信一の長男として生まれる。第一高等学校を卒業。1912年、東京帝国大学法科大学政治学科を卒業。同年11月、文官高等試験行政科試験に合格。内務省に入省し兵庫県警部となる。
以後、兵庫県警視、神戸水上警察署長、兵庫県警察部保安課長、同警務課長、高知県理事官、法制局参事官、朝鮮総督府事務官兼同府参事官、警察講習所教授、拓殖局書記官兼内務事務官、滋賀県書記官・内務部長、京都府書記官・内務部長、兵庫県書記官・内務部長など歴任。
1929年7月5日、岐阜県知事に就任。道路改良工事などに尽力。1931年5月8日、静岡県知事に転任。失業対策、農山漁村振興などに尽力。犬養内閣の成立に伴い、同年12月18日、知事を休職となる。1932年1月29日、依願免本官となり退官した。
その後、横浜市助役を務めた他、亀井株式会社顧問を務めた。